# Mesopithecus
Mesopithecus is een geslacht van uitgestorven zoogdieren, meer in het bijzonder de smalneusapen, dat voorkwam van het Laat-Mioceen tot het Laat-Plioceen.

## Vondst en naamgeving
Toen Otto I van Griekenland koning werd, nam hij uit zijn geboorteland Beieren een aantal natuurvorsers mee. Een daarvan was Anton Lindermayer. Samen met de Britse arts George Finlay ontdekte deze in de vallei van de Pikermi in Attika fossielen. Met Beierse soldaten werden die opgegraven. In het voorjaar van 1838 bood een uit de dienst ontslagen soldaat de Duitse paleontoloog Johann Andreas Wagner een kistje fossielen met onder andere de bovenkaak van een aap te koop aan dat hij uit Griekenland gesmokkeld had. In 1839 beschreef Wagner de kaak en benoemde die als de typesoort Mesopithecus pentelicus. De geslachtsnaam betekent 'midden-aap'. De naam is een verwijzing naar het oordeel van Wagner dat het dier in de bouw van de kiezen tussen Hylobates (gibbons) en Semnopithecus (langoeren) stond. Overigens wilde hij daar geen afstammingsrelatie mee aanduiden want Wagner was geen evolutionist. De soortaanduiding verwijst naar het Pentelikon.
Het holotype BSPM ASII 11 stamt uit het middelste Turolien (Turonien-Messinien). Het is ongeveer zeven miljoen jaar oud. Het bestaat uit een stuk rechterbovenkaaksbeen met daarin de eerste tot en met derde kies. Later werd meer materiaal gevonden waaronder vrij complete schedels.
In 1990 werd door Louis de Bonis de soort Mesopithecus delsoni benoemd op basis van materiaal gevonden in het Ravin des Zouaves in Grieks Macedonië. Dit is ongeveer 8,2 miljoen jaar oud. De soortaanduiding eert Eric Delson. Volgens sommige onderzoekers is dit niets anders dan een grote morfe van M. pentelicus. Veel fossielen zijn niet eenduidig bij een van beide soorten in te delen.
Semnopithecus monspessulanus Gervais 1859, gevonden bij Montpellier in Frankrijk, werd in 1973 door Delson hernoemd als een derde soort van Mesopithecus: Mesopithecus monspessulanus. Dat bleef in eerste instantie een ongeldige nomen ex dissertatione.
Vondsten reeds in 1878 gemeld uit Pakistan werden in 2007 benoemd als de soort Mesopithecus sivalensis.

## Beschrijving
Dit veertig centimeter lange, slanke dier had lange, gespierde ledematen, die waren ontwikkeld voor zowel de voortbeweging over de grond als voor het klimmen in bomen. De vingers en tenen waren zeer beweeglijk.

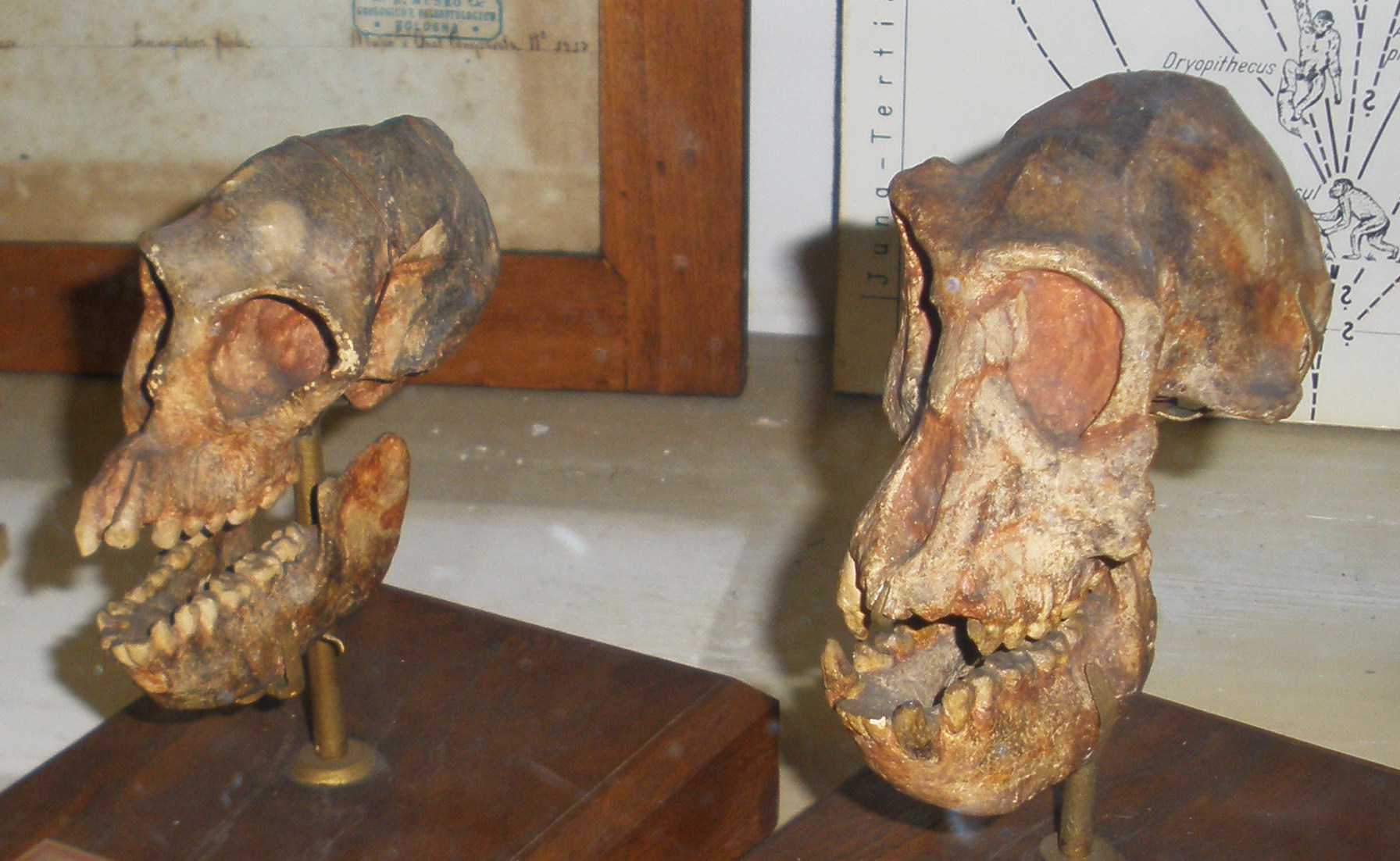
Schedelmodellen
Museo Geologico Giovanni Capellini in Bologna

M. pentelicus heeft een aantal typische kenmerken. Het gezicht is relatief kort en afgeplat. De soort toont een sterke mate van seksuele dimorfie. De mannetjes, hoewel een stuk groter met forse hoektanden, hebben echter een kleine of zelfs ontbrekende schedelkam. De kaaktak is laag met een constante hoogte tussen de vierde premolaar en de derde kies. Het corpus staat vrijwel haaks op de opgaande tak. De voorkant van de gepaarde onderkaken is afgerond zonder insnoering. Aan de binnenzijde van de kiezen van de onderkaken is het beenplateau smal en sterk hellend. De ovale uitholling op de achterzijde van de symfyse, de fossa genioglossa, is afwezig of zwak ontwikkeld. Bij de derde en vierde premolaar is de knobbel aan de tongzijde klein. De derde premolaar heeft maar een klein slijtfacet voor het contact met de bovenste hoektand. De derde kies heeft slechts een klein hypoconulide, achterste knobbeltje.

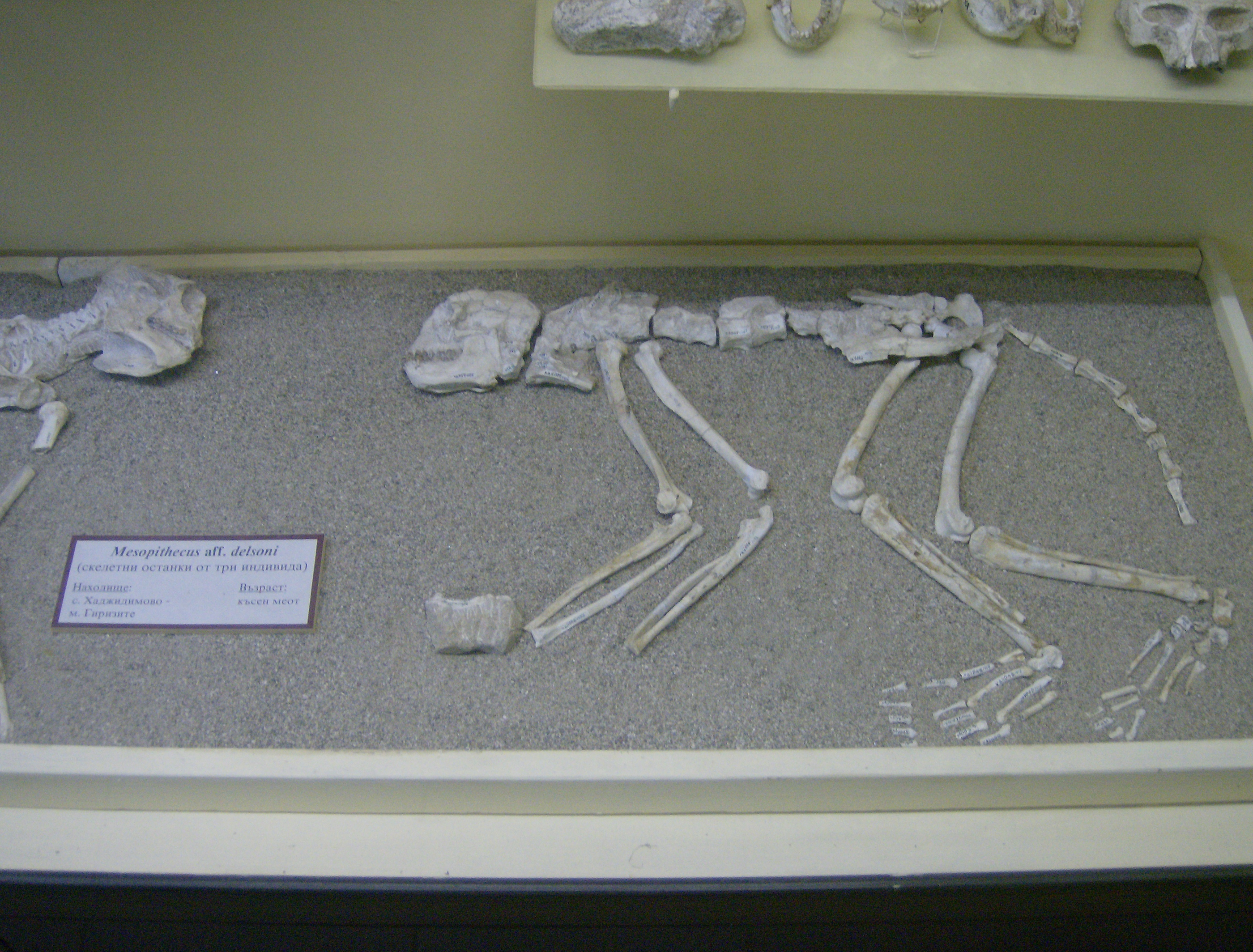
Mesopithecus aff. delsoni
Paleontologisch museum van Asenovgrad

M. delsoni is groter. De onderkaak is hoger. De onderkaken zijn vooraan afgeplat. Hun symfyse is sterk ingesnoerd. Het beenplateau bij de kiezen helt slechts weinig. Er is een diepe uitholling op de achterzijde van de symfyse. De torus tranversus inferior, een versterkende beenring op de symfyse, is dik. Het slijtfacet op de derde premolaar is groot. De derde kies heeft een goed ontwikkeld talonide met twee knobbels.
Mesopithecus monspessulanus is een flink kleinere soort die wel als een 'dwergvorm' wordt omschreven. Hetzelfde geldt voor M. sivalensis.

## Fylogenie

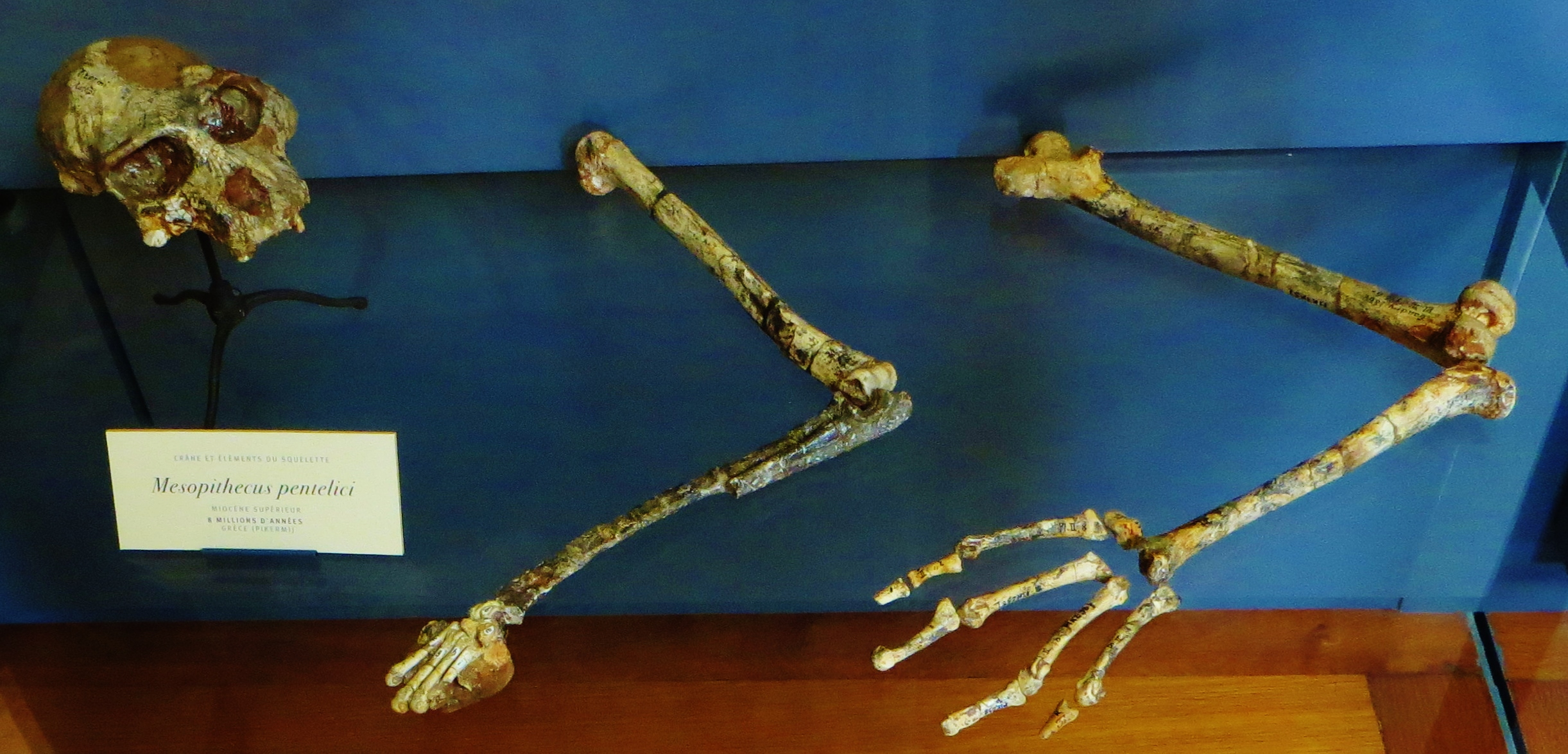
Model van M. pentelicus
MNHN

Mesopithecus wordt meestal basaal in de Colobinae geplaatst.

## Levenswijze
Mesopithecus leefde in een vrij open milieu met bomen en open vlakten. Het voedde zich overdag met bladeren en zachte vruchten. Meestal wordt de soort gezien als een zeer succesvolle generalist getuige zijn wijde verspreiding. Hij bracht zijn tijd voornamelijk in de bomen door en was wellicht in beperkte mate in staat van tak tot tak te springen.

## Verspreiding
Van dit dier werden resten gevonden in Griekenland, Bulgarije, Frankrijk, Pakistan en Klein-Azië. In 2015 werd M. pentelicus gemeld uit Spanje. In 2020 werden resten gemeld bij Shuitangba, in de provincie Yunnan van de Volksrepubliek China. De lagen daar zijn wat jonger, 6,4 miljoen jaar, en, aannemende dat de soort zich uit Europa heeft verspreid, werd een gemiddelde verspreidingssnelheid van tien meter per jaar berekend. In werkelijkheid zal de verspreiding in snellere golven hebben plaatsgevonden.

## Classificatie
Er zijn twee erkende soorten van Mesopithecus: de typesoort M. pentelici en M. monspessulanus. De twee soorten verschillen voornamelijk in lichaams- en tandgrootte, waarbij M. pentelicus iets groter is dan M. monspessulanus. De laatste soort is ook de meest recente van de twee: M. pentelicus stierf uit aan het einde van het Mioceen, terwijl sommige populaties zich aanpasten aan de nieuwe, meer vochtige en beboste omgevingen van het Plioceen, wat uiteindelijk aanleiding gaf tot M. monspessulanus, wiens ellebooggewricht wijst op een meer boomrijke levensstijl. M. monspessulanus was wijdverbreid aanwezig in Europa, hoewel de overblijfselen schaars zijn en meestal dateren uit het Plioceen. Bewijs voor de aanwezigheid van M. monspessulanus aan het einde van het Mioceen is afkomstig van enkele Italiaanse vindplaatsen die dateren uit het Messinien, hoewel verdere studies nodig zijn om dit te bevestigen.